# Allantodia doederleinii
Allantodia doederleinii là một loài thực vật có mạch trong họ Woodsiaceae. Loài này được (Luerss.) Ching miêu tả khoa học đầu tiên năm 1964.